# 诺因基兴 (贝恩卡斯特尔-维特利希县)
诺因基兴（德語：Neunkirchen，發音：[ˈnɔʏnˌkɪʁçn̩] ⓘ）是德国莱茵兰-普法尔茨州的市镇，属于贝恩卡斯特尔-维特利希县。该市镇总面积为3.16平方千米，2023年12月31日总人口为153人。